# Konstantínos Filínis
Konstantínos Filínis (grec moderne : Κωνσταντίνος Φιλίνης), né le 13 août 1921, est un homme politique grec. Il est député européen.